# Andrzej ze Słupi
Andrzej ze Słupi (zm. po 1497) – polski benedyktyn i kopista żyjący w XV wieku.

## Życiorys
Urodził się w Nowej Słupi. Studiował prawdopodobnie na Akademii Krakowskiej. W 1467 wstąpił do zakonu benedyktynów. Większość życia spędził w klasztorze Świętego Krzyża na Łysej Górze, gdzie w latach 1481, 1491 i 1497 był podprzeorem lub przeorem. W 1471 pełnił funkcję prepozyta w Wąwolnicy, zaś w 1472 plebana w Nowej i Starej Słupi. W 1471 uczestniczył w poselstwie do Rzymu. W latach 1470–1497 kopiował na potrzeby biblioteki klasztornej dzieła teologicznie. Zmarł po 1497 (znana jest data dzienna 30 czerwca).
Skopiował i być może częściowo zredagował zbiór utworów religijnych znanych jako Pieśni Łysogórskie. Łukasz Gołębiowski, który dokonał odpisu zaginionego obecnie oryginału pieśni, zanotował „Wykład Słopuchowskiego”. Andrzejowi ze Słupi przypisywano też dawniej autorstwo pieśni .